# Systemy Słabych Otwarć
Systemy Słabych Otwarć (SSO) stanowią grupę systemów licytacyjnych stosowanych w brydżu.
Zostały opracowane w latach 60. XX w. przez Łukasza Sławińskiego, a następnie były rozwijane także przez Stanisława Rumińskiego oraz wielu innych autorów.
Podstawowym założeniem leżącym u podstaw Systemów Słabych Otwarć było otwieranie licytacji nie z ręką ponadprzeciętną, ale z ręką najbardziej frekwencyjną, czyli o statystycznej sile 8-12 PH. Przeznaczając także jedno niskie otwarcie na ręce w sile 0-7 PH (zwykle 1♦) silne ręce licytuje się przez forsujący pas. Dlatego też systemy te czasami błędnie (gdyż nie pas jest ich istotą, a słabe otwarcia) nazywane są "silnopasowymi". Innym argumentem za taką bazą jest fakt, że inicjatywę powinna mieć ręka silniejsza, więc opisywać się (otwierać) powinna ręka słabsza (gdyż ma ona mniej wartości do pokazania). Systemy klasyczne są sprzeczne z tą ideą, czego skrajnymi przykładami są silne otwarcia 1ba i 2ba, oraz występujące po nich problemy.
Po pasie dalsza licytacja zazwyczaj przebiega według tych samych schematów, lecz limity siły otwarć obniżane są do 6-10 lub 7-11 PH. Możliwe jest jednak granie dwoma lub trzema różnymi SSO naraz, w zależności od pozycji licytacyjnej (inny system na otwarciu, inny po PASie inny po sekwencji PAS - 1♣).
Dalsza licytacja po słabym otwarciu zazwyczaj przebiega bądź to naturalnie, przy sile poniżej końcówki, bądź jednostronnie, przy rękach forsujących.
Systemy Słabych Otwarć są bardzo zróżnicowane. Praktycznie każdy z nich zawiera dużo innowacyjnych rozwiązań, z których wiele przeniknęło do systemów klasycznych. Otwarcie wcale nie musi informować o długości w jednym kolorze. Znacznie bardziej pożyteczną informacją dla partnera jest kolor krótkości bądź charakter ręki. W SSO po raz pierwszy stosowano wiele rewolucyjnych rozwiązań jak np. otwarcia wskazujące krótkość, czy dwukolorówki alternatywne.
Ze względu na różnorodność Systemów Słabych Otwarć oraz na powszechnie występujące wysoce sztuczne i często niejednoznaczne otwarcia i odpowiedzi, SSO są uznawane za 'Systemy Wysoce Sztuczne' (ang. Highly Unusual Method). 
W związku z tym ich użycie jest niedozwolone w większości oficjalnych rozgrywek, zarówno o zasięgu krajowym jak i międzynarodowym. W praktyce, zarówno Polski Związek Brydża Sportowego jak i World Bridge Federation dopuszczają użycie SSO 
jedynie w rozgrywkach drużynowych na najwyższym poziomie, i to pod warunkiem, że opis systemu zostanie dostarczony przeciwnikom przed rozpoczęciem zawodów, z odpowiednim wyprzedzeniem umożliwiającym opracowanie konwencji obronnych.
Regulamin PZBS dopuszcza też używanie SSO i innych wysoce sztucznych systemów w niektórych innych zawodach, pod warunkiem wyrażenia zgody przez przeciwników.
Przykłady SSO:
- Bez Nazwy
- Delta
- Lambda